# Первомайский (Ивановская область)
Первомайский — село в Кинешемском районе Ивановской области России. Входит в состав Наволокского городского поселения.

## География
Село расположено в северо-восточной части Ивановской области, в зоне хвойно-широколиственных лесов, в пределах северо-восточной части Среднерусской возвышенности, на правом берегу реки Волги, у северо-западной окраины города Кинешмы, административного центра района. Абсолютная высота — 103 метра над уровнем моря.

### Климат
Климат характеризуется как умеренно континентальный, с холодной многоснежной зимой и умеренно жарким влажным летом. Среднегодовая температура воздуха — 3,1 °C. Средняя температура воздуха самого холодного месяца (января) — −11,7 °C (абсолютный минимум — −45 °C), средняя температура самого тёплого (июля) — 18,2 °С (абсолютный максимум — 38 °C). Период с температурой воздуха выше 10 °C длится около 122 дней. Годовое количество атмосферных осадков — 595 мм, из которых 402 мм выпадает в период с апреля по октябрь.

### Часовой пояс
Село Первомайский, как и вся Ивановская область, находится в часовой зоне МСК (московское время). Смещение применяемого времени относительно UTC составляет +3:00.

## Население
| 2010 |
| ---- |
| 779  |

### Национальный состав
Согласно результатам переписи 2002 года, в национальной структуре населения русские составляли 98 % из 872 чел.

## Промышленность
Значительную часть территории села занимает Зерновой терминал «Волга».
Терминал основан в 2002 году на базе предприятия ОАО «Кинешемская хлебная база № 14». Располагаясь на берегу Волги, с мая по октябрь предприятие принимает суда типа «река-море» грузоподъёмностью до 5 тысяч тонн из стран Западной Европы и осуществляет экспортные поставки. Приемка и отгрузка продукции производит также с вагонов-зерновозов и в грузовой автомобильный транспорт. Линия фасовки позволяет производить ежемесячно 2 300 тонн тарной продукции. Имеет 3,04 км собственных подъездных ж/д путей.